# Rafael Blasco
Rafael Blasco Castany, né en 1945 à Alzira (Valence, Espagne) est un homme politique de la Communauté valencienne, élu 5 fois député au Parlement valencien, et plusieurs fois conseiller de la Généralité, sous la présidence de Joan Lerma (PSPV-PSOE) puis d'Eduardo Zaplana et Francisco Camps (PPCV).
Il est emprisonné depuis le 15 juin 2015 après avoir condamné pour son implication dans la dite « affaire de la coopération (es) » (aussi « affaire Blasco »), qui concerne le détournement présumé de plusieurs millions d'euros survenus entre 2008 et 2010, sous le gouvernement Camps II,.
Il est frère de Francisco Blasco, maire d'Alzira (1979-1991) et président socialiste de la députation provinciale de Valence (1988-1991).